# Dictum factum
Dictum factum: la frase, tradotta letteralmente, significa cosa detta, cosa fatta (Ennio) o, con maggior concisione, detto fatto.
L'espressione è passata senza alcuna modifica di significato nella lingua italiana. Ha un ampio impiego in tutte le occasioni e necessità:
"ti serve una informazione? Accedi a internet e ... dictum, factum!"